# Barszcz zwyczajny
Barszcz zwyczajny (Heracleum sphondylium L.) – gatunek rośliny z rodziny selerowatych. Występuje w całej niemal Europie, w dużej części Azji i w Maroku, rozprzestrzenił się też gdzieniegdzie poza obszarami swojego rodzimego występowania. W Polsce jest gatunkiem pospolitym.

## Morfologia

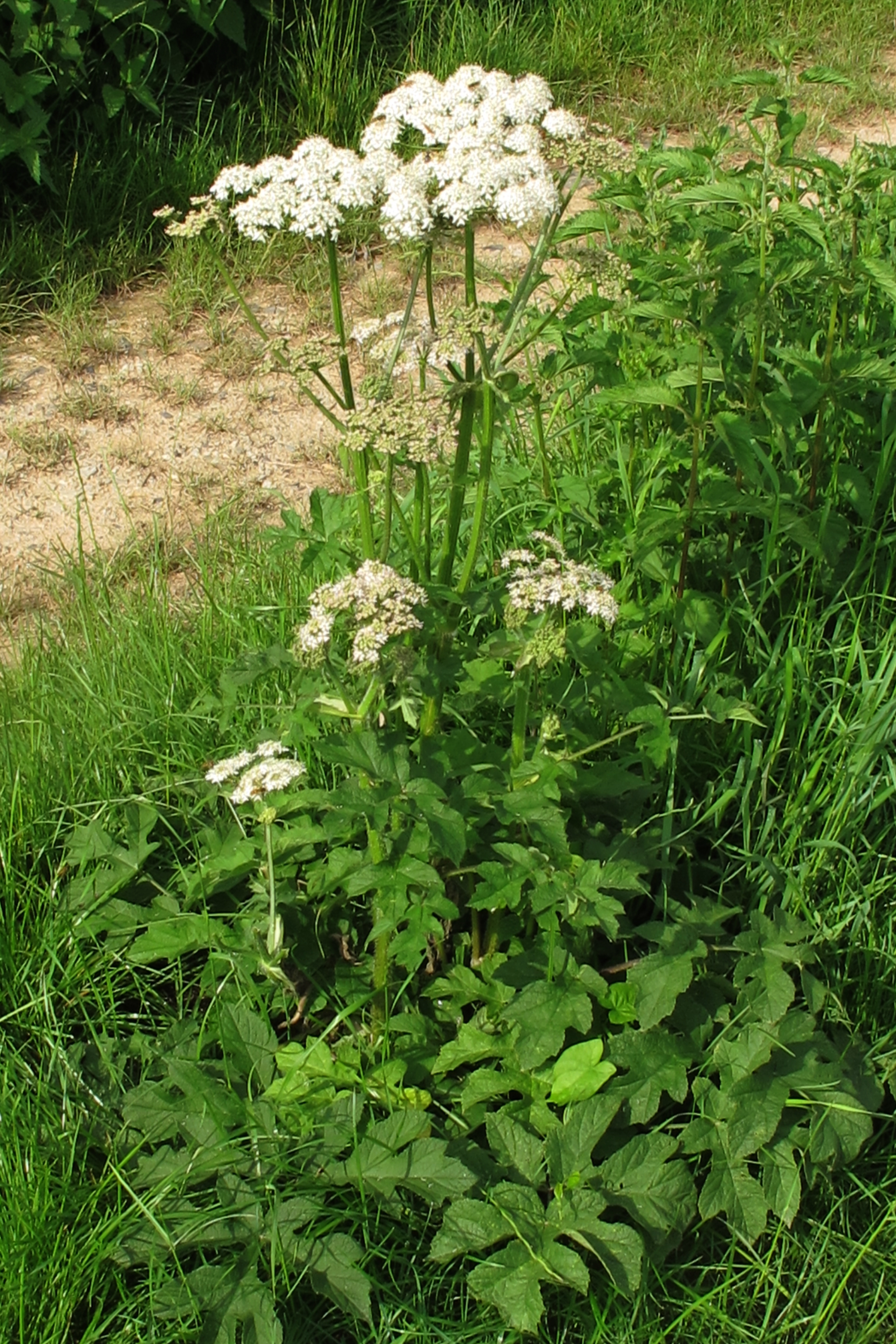
Pokrój

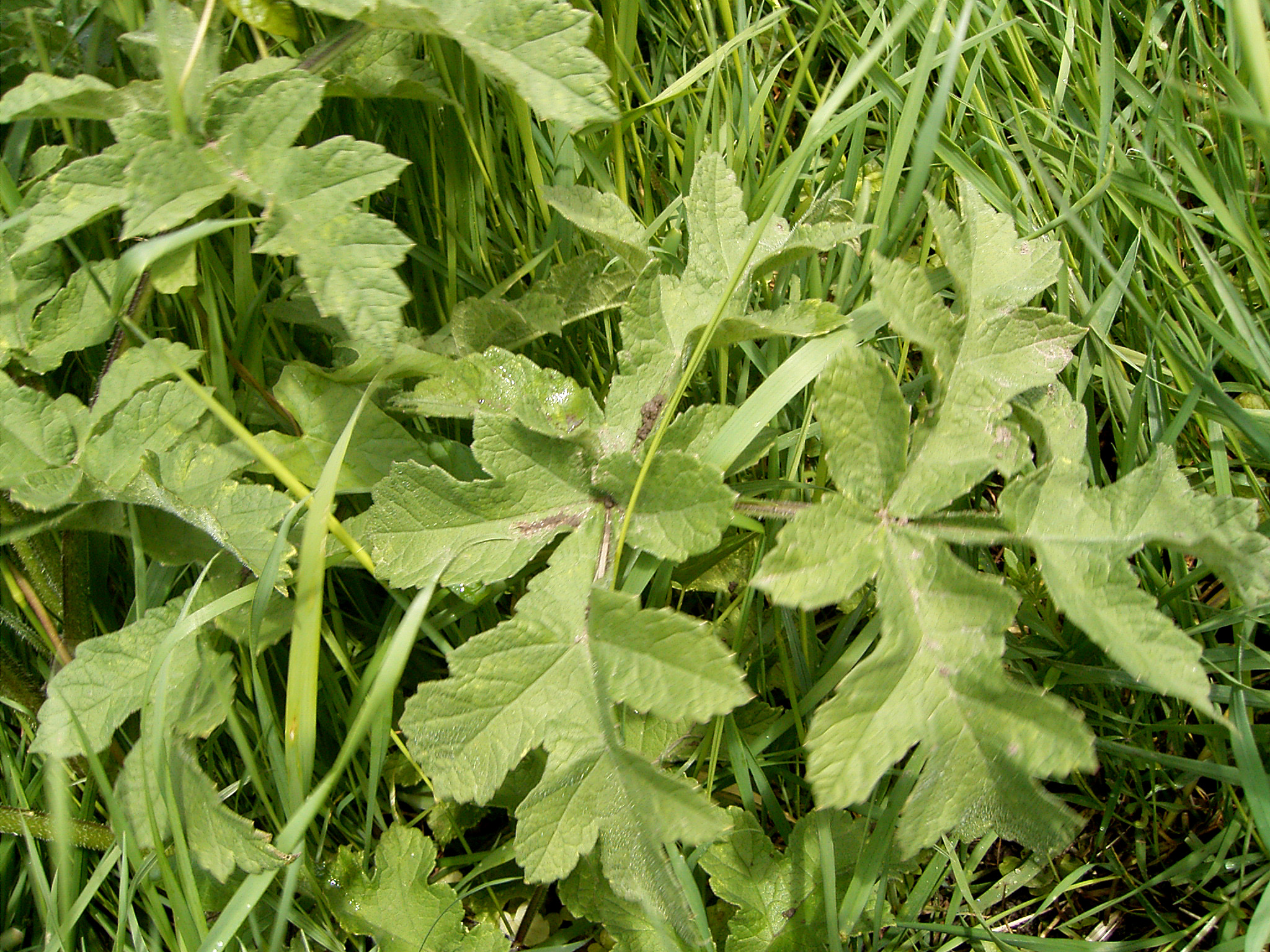
Liście

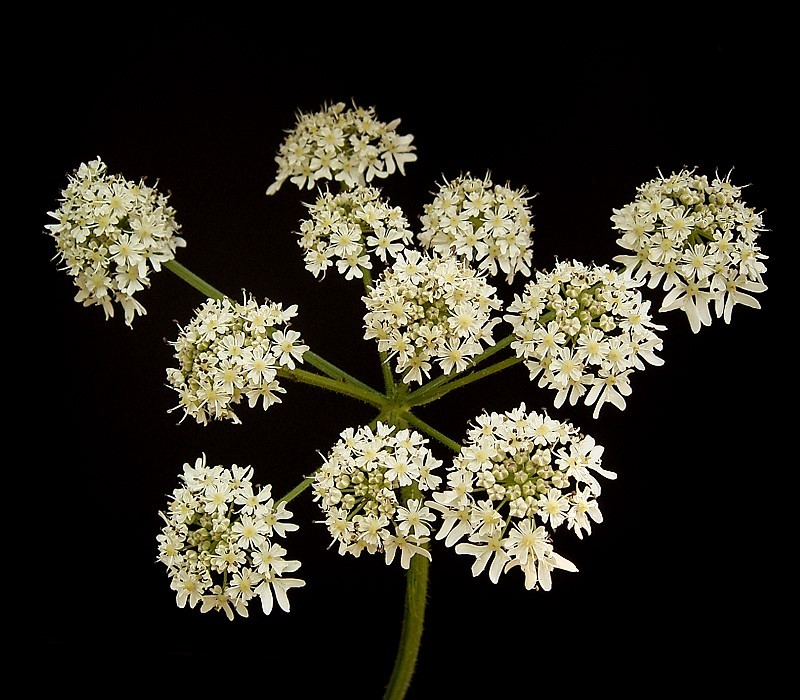
Kwiaty

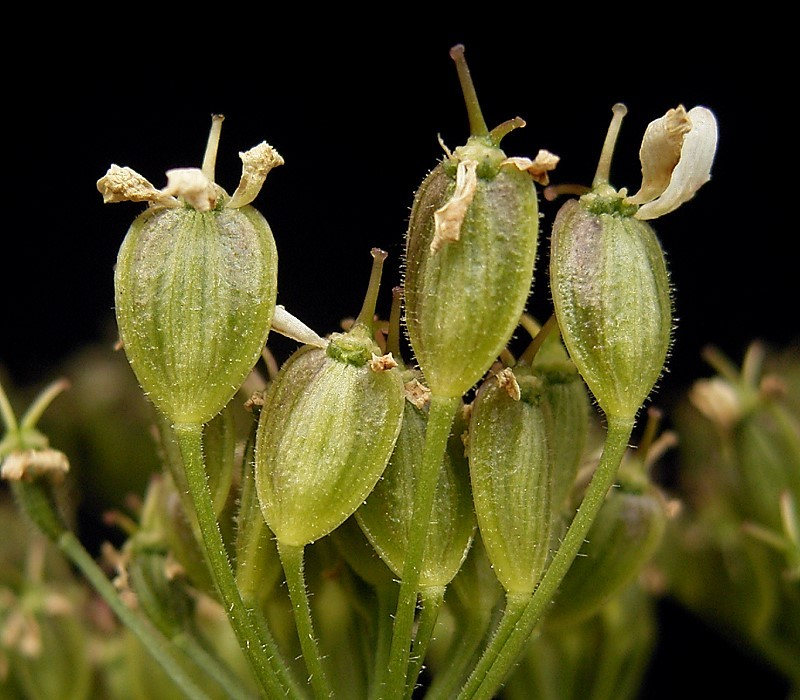
Owoce

PokrójOkazała roślina, osiągająca wysokość 50–150 cm. Ma silny, specyficzny zapach.
ŁodygaProsto wzniesiona, dęta, rozgałęziona, żebrowana i kanciasto bruzdowata, często porośnięta krótką, skierowaną w dół szczecinką. Pod ziemią grube i wielogłowe kłącze.
LiścieO bardzo zmiennym kształcie; 3-listkowe lub pierzaste. Dolne liście duże, z długimi, rynienkowatymi ogonkami, górne mniejsze, z dużą pochwą przekształconą w liściak. Szorstko owłosione, ze sztywnymi szczecinkami na nerwach od spodu. Liście mają zróżnicowane kształty, przeważnie są pierzastosieczne z 3–5 listkami jajowatymi, karbowanymi lub piłkowanymi.
KwiatyKwiatostan stanowi 15–30 baldaszków różnej długości zebranych w baldach złożony. Baldaszki mają szypułki z owłosioną stroną wewnętrzną. Kwiaty promieniste, o białych płatkach, czasem czerwonawych lub żółtozielonych. Poszczególne kwiaty zbudowane są z 5 małych działek kielicha, 5 płatków korony, 5 pręcików i jednego słupka z dwiema szyjkami. Miodniki znajdują się na zalążni. Oprócz kwiatów obupłciowych zdarzają się w kwiatostanie także kwiaty męskie.
OwoceRozłupki zamknięte w eliptycznej lub kulistej rozłupni o długości 6–10 mm. Rozłupki na brzegu wąsko oskrzydlone, z trzema żebrami na grzbietowej stronie.
KorzeńGruby, wrzecionowaty, na wiosnę z zielonkawym sokiem o ostrym smaku.

## Biologia i ekologia
Bylina, hemikryptofit. Występuje od niżu po tereny górskie, preferuje obszary o klimacie oceanicznym. Rośnie na łąkach, siedliskach ruderalnych, w lasach jesionowo-dębowych i w zaroślach na brzegach wielkich rzek. Na łąkach jest chwastem, gdyż wypiera inne, bardziej wartościowe paszowo rośliny. W klasyfikacji zbiorowisk roślinnych gatunek charakterystyczny dla Ass. Festucetum carpaticae i gatunek wyróżniający dla Ass. Poo-Arabidetum. Kwitnie od czerwca do września, zapylany jest głównie przez muchówki i chrząszcze. Po zmiażdżeniu barszcz zwyczajny (szczególnie owoce) wydziela specyficzny, nieprzyjemny zapach. Nadaje charakterystyczny zapach sianu i długo schnie, powodując jego pleśnienie.

## Zmienność
W obrębie gatunku wyróżnia się kilka podgatunków. Jednym z nich jest barszcz syberyjski (H. sphondylium subsp. sibiricum (L.) Simonk.), według różnych ujęć uznawany za odrębny gatunek (H. sibiricum L.).

## Zastosowanie
- Roślina lecznicza: Stosowano go do zmniejszania obrzęków i przeciw biegunce.
  - Surowiec zielarski: ziele, owoce i korzeń (Herba, Fructus, Radix Sphondylii). Kłącze zawiera cukry, argininę i glutaminę. Dojrzałe owoce zawierają 3% olejku eterycznego, niedojrzałe dodatkowo alkohol metylowy i etylowy oraz heraklinę, przez co ich spożycie może powodować zatrucia zwierząt gospodarskich. W liściach i kwiatach znajdują się związki flawonowe, żywicowe i sole mineralne.
  - Zbiór i suszenie: Ziele należy zbierać tylko wiosną lub na początku lata, owoce i korzenie – jesienią.
- Sztuka kulinarna: W Europie Środkowej do XIX w. barszcz był powszechnie wykorzystywanym źródłem pożywienia, choć w Polsce wyszedł z powszechnego jadłospisu już w XVIII w.[8]. O jego znaczeniu kulinarnym pisali między innymi: Marcin z Urzędowa – "Gdy barszcz kwaszą po polsku, dobrze ij pić w febrach, gorączkach, w pragnieniu, albowiem pragnienie i kolerę uśmierza i chciwość jedzenia pobudza swą przyprawą. Przyprawiony z jajcy a z masłem dobrze jeść takich dniów, gdy mięśniej polewki nie jedzą, bo takież czyni jako mięśnia polewka"[9]; Szymon Syreński – "Barszcz nasz znajomy jest każdemu u nas, w Rusi, w Litwie, w Żmujdzi, aniźliby się mógł z okolicznościami swemi opisać. Do lekarstwa i stołu użyteczny jest bardzo smaczny. Tak korzeń jako i liście. Acz korzeń tylko do lekarstwa użyteczniejszy jest, liście zaś do potraw. (...) Smaczna i wdzięczna jest polewka barszcz, iako do u nas albo w Rusi i w Litwie czynią. Bądź sam tylko warzony, bądź z kapłonem albo z innemi przyprawami, jako z jajcy, ze śmietaną, z jagły. Pragnienie po przepiciu uśmierza warzony iakokolwiek pożywany. Także i surowy kwaszony w gorączkach pijąc bywa dobry[10]; ksiądz Remigiusz Ładowski – "Prostactwo gotuie z nego supę, którą zowią Barszczem"[11]; ksiądz Stanisław Bonifacy Jundziłł – "...u nas w Litwie tylko i w niektórych innych północnych krajach za pokarm dla ludzi iest zażywanym. Na ten koniec młode liście zbierają się, kwaszą się zwyczajem innych jarzyn naszych, i są często dla wieśniaków pokarmem. Albo ususzone w cieniu, na kształt selerów, ku dalszemu użyciu się zachowują. W Syberyi za świadectwem Gmelina, przez fermentacyą tęgi spiritusowy otrzymuią napóy, lub z wygniecionego i wygotowanego soku gatunek żółtego cukru...”[12]. Osobną monografię barszczu napisał Józef Rostafiński opisując bogate tradycje kulinarne tej rośliny[13]. W średniowiecznej Europie przyrządzano z niego kwaśną polewkę nazywaną barszczem[14]. Młode pędy używane są do dziś jako składnik sałatek i przyrządzane jak szpinak. Wywar z ziela przypomina w smaku bulion.